# Немецкий дарквейв
Neue Deutsche Todeskunst или NDT (рус. новое немецкое искусство смерти) - течение в стиле дарквейв, а также ряд исполнителей из Германии, характеризующихся по большей части тёмно-романтической тематикой. Наиболее популярная в Германии и сопредельных странах ветвь готики в 1990-е годы, вытеснившая моду на готик-рок (царивший на немецкой тёмной сцене в 1980-е). С наступлением 2000-х NDT преимущественно перетекло в EBM, что воспринято многими как деградация жанра. На сегодняшний день наиболее активны: Lacrimosa (пришедшая к стилю симфо-готик метал), Illuminate (готик метал), Diary of Dreams (синт-готика), Das Ich (пришли к EBM), Untoten (симфо-готика).

## Немецкий дарквейв

### Deine Lakaien
Одним из самых первых дарквейв-проектов в Германии были Deine Lakaien (первый альбом - 1986 год). Музыка Эрнста Хорна (также Helium Vola, Ernst Horn, Qntal до 1999) и, в особенности, глубокий вокал Александра Вельянова (также Run run Vanguard и Veljanov) поразили слушателей ещё на альбоме First. В дальнейшем развитии Deine Lakaien пришли к мягкому звучанию, близкому стилю ethereal, создав такие шедевры этого жанра, как Dark Star, Forest Enter-Exit, Kasmodiah. Широкий резонанс вызвали выступления группы с симфоническим оркестром.

### Ghosting
В 1988 Саша Тайефе основал проект Ghosting, в то время экзотичный своим электронным дарквейвом. В начале 1992 года группу покидает пианист, так и не дождавшись записи дебютного альбома, и поэтому один из первых ярких примеров дарквейва с фортепиано прозвучал на альбоме Einsamkeit у Lacrimosa. В 1993 м году на студии Danse Macabre (под руководством Бруно Крамма из Das Ich) был записан дебютный диск Romantic Death, причем Саша Тайефе поссорился со всеми музыкантами. Выход альбома Songs From Fairyland совпал со скандалом вокруг пристрастия Саши Тайефе к кокаину. Песня Bombed The World с альбома Lips Like Red становится дарквейвовым хитом. После записи L’etat C’est Moi, Сашу Тайефе отправляют в наркологическую клинику, и возродилась группа только в 2000 году. Альбом Der Magische Puls является интересным шагом вперед, сообразно времени, однако чувствуется музыкальный язык Ghosting. Disguised in Black является последним альбомом дарквейв-эпопеи Ghosting, оказавшей влияние на целое поколение музыкантов.

### Law of the dawn
В 1989 году 15 летним Маркусом С. и 17 летним Андреем Томасом Е. был основан проект Law of the dawn. Оба альбома — Stories about shadows and lights и Dämmerung der kalten Schatten состоят из характерного для того времени звучания на стыке дарквейва и электроники.

### Endraum и Sea of Tranquility
В 1989 году основан проект Endraum - концептуальные альбомы из музыки снов, сочиненные Романом Руттеном. Первоначально записываясь у Бруно Крамма из Das Ich, при его попытке участвовать в сочинении музыки Endraum, Роман Руттен основал собственный лейбл Weisser Herbst, на котором дал жизнь NDT-проекту Sea of Tranquility, опубликовав их единственный альбом Landed. Альбомы Endraum начиная с Zeitenlicht и заканчивая Traumstaub стали образцом идеального сочетания darkwave, ethereal и neoclassical.

### Project Pitchfork
В 1989 Петером Шпиллесом был основан Project Pitchfork - до 1992-го один из самых популярных проектов на грани darkwave/ebm. С ростом популярности стихийное, мутное дарквейвовое звучание сменилось отточенной клубной электроникой, но и на первых двух альбомах группа успела повлиять на множество будущих проектов, вроде Terminal Choice. Также к дарквейву нельзя отнести дуэт Петера Шпиллеса и Дер Графа из Unheilig, в то время как все четыре альбома первого сайд-проекта Петера при участии Патрисии Нигиани - Aurora Sutra (на первых порах просто Aurora) - The Land of Harm and Appletrees, The Dimension Gate, Passing Over in Silence Towards Nuit и I and I Shall Descend - являются сочетанием дарквейва и этереала. В то же время два последующих сайд-проекта Петера Шпиллеса - Imatem (совместно с Falk Lenn) и Santa hates you - являются чистой воды электроникой, далёкой от дарквейва.

### Charitona и Bacio di Tosca
В 1992 году певица Дёрте Флемминг основала неоклассический проект Charitona. В рамках статьи про дарквейв мы не рассматриваем неоклассические проекты вроде Stoa, Chandeen, Love is colder than death, Anchorage, Ophelia's dream, Chamber, однако Charitona представлял собой именно неоклассический дарквейв, а не неоклассику. Музыка была вдохновлена книгами Энн Райс, что заметно уже по демозаписи Der wilde Garten. На дебютном альбоме Fürst der Finsternis представлены все направления творчества Charitona - от дарквейва в открывающей песне Wolfskiller до ethereal neoclassic в закрывающем альбом шедевре Fürst der Finsternis. После долголетнего молчания в 2007 году выходит дебютный диск другого проекта Дёрте Флемминг - Bacio di Tosca. Диск назывался Der Tod und das Mädchen, навеивая аналогии как с песней Шуберта, так и с фильмом Романа Полански. На диске звучит все та же неоклассика в сочетании с тёмным дарквейвом, разве что стали отчетливей партии фортепиано. На последовавшем в 2008 м году альбоме Und wenn das Herz auch bricht заметен больший уклон в электронику, так что с этих пор творчество Дёрте Флемминг уже трудно считать самым классическим примером готической неоклассики.

### Die verbannten Kinder Evas
В 1993 году Рихард Протектор Ледерер основал Summoning и Die verbannten Kinder Evas, абсолютно разноплановые проекты. Наиболее широкую известность ему принесли эпические музыкальные полотна об орках в Средиземье из репертуара блэк-метал группы Summoning, однако на все неоклассические проекты тёмной сцены 1990-х годов оказал влияние именно дарквейв-проект Die verbannten Kinder Evas. На альбомах Die verbannten Kinder Evas, Come Heavy Sleep, In Darkness Let Me Dwell, и Dusk And Void Became Alive звучит оригинальная смесь неоклассики с амбиентом. Композиции DVKE весьма продолжительные, что характерно для всего творчества Протектора в целом. На первых трёх альбомах звучит голос Юлии Ледерер, младшей сестры Рихарда, замененной на профессиональную вокалистку лишь при записи последнего диска. В отличие от целиком готико-неоклассического Ophelia's dream, который часто сравнивают с DVKE, отсутствуют элементы дарквейва, хотя для классического NDT-проекта у последнего слишком много неоклассики.

### Pazuzu
В том же 1993 году Раймонд Веллс основал проект Pazuzu, интересный сочетанием оккультной, фэнтэзийной и средневековой тематики с дарквейвовым звучанием. На первом альбоме And all was Silent… песни сочиняли участники Summoning - Рихард Протектор Ледерер и Силениус. Вторые два альбома Awaken the Dragon и The End Of Ages были сочинены и записаны Раймондом самостоятельно. Для дарквейва как стиля, существование Pazuzu важно именно его положением на грани жанров.

### Diary of Dreams
В 1994 выходит первый диск Diary of Dreams, соло-проекта Адриана Хейтса, участника готик-рок коллектива Garden of Delight. Развиваясь с каждым альбомом, он приходит к первому апогею на альбоме Psychoma?, отличающимся философской концепцией и эклектикой стилей. Второй случился с Адрианом на альбоме Freak Perfume, сочетавшим в себе ударную хитовость, прекрасные тексты, электронные и неоклассические элементы, а также прекрасную репризность. Адриан сотворил классический шедевр на стыке synthpop, synth gothic, darkwave, neoclassical и gothic metal. К тому же, в 1990-х годах на своем лейбле он издал два альбома darkwave проекта Lady Besery's Garden. В последующие годы, на лейбле Адриана издавались как darkwave проекты вроде Diorama, так и электроника вроде Plastic, SITD, Painbastard.

### Untoten
Также в 1994 году появилась первая демозапись группы ZiZa, вскоре переименованной в Untoten. Композитор Дэвид А. Лайн и вокалистка (а также художница) Грета Ксатлос создали в 1996 году концептуальный диск Hab keine Angst Veluzifer, повествующий о судьбах уличных детей в Берлине того времени. Начиная с альбома Kiss of Death, из-под пера Untoten стали выходить странные дарквейв-альбомы, лучшим из которых признан Vampire Book. На этих дисках (Kiss of Death, Nekropolis, Schwarze Messe, Vampire Book и Look of Blasphemie) Untoten заигрывают с сатанистской эстетикой. Однако дальше в этом направлении пошёл их электронный сайд-проект Soko Friedhof (основанный после завершения работы их проекта Engelwerk), окруженный самым большим скандалом на мировой тёмной сцене - сатанистским убийством в Виттене. В 2003 году наступил звездный час Untoten - вышла первая часть трилогии Grabsteinland (альбом Grabsteinland 1 - Durch den Kristallwald). Диск представлял собой сочетание неоклассического дарквейва в мистических тонах и самого тёмного готик-метала со времен альбома Inferno (Lacrimosa). Повествование о выдуманной волшебной Стране надгробий, существующей параллельно современному Берлину, шокировало всю тогдашнюю готик-сцену, ожидавшую от Untoten очередной холодный дарквейв. Вторая часть (Grabsteinland 2 - Herrschaft der Vampire) вызвала ещё больший успех, оркестровые партии стали ещё богаче и насыщеннее, а хит Raben вышел отдельным синглом. На финальной части трилогии (Grabsteinland 3 - Herz der Finsternis) готик-метал звучит во всю мощь, став самым тяжелым альбомом Untoten. На следующий год выходит двойной концептуальный альбом Die Blutgräfin о графине Элизабет Батори, ознаменовавший возвращение группы к дарквейву, но не электронному, как раньше, а целиком неоклассическому. Кровавая графиня стала третьей готик-оперой после Elodia (Lacrimosa) и Tineoidea (Samsas Traum). По виду концепции альбом напоминает Schlafende Hunde (Janus), Biesblut (Stillste Stund) и a.Ura und das Schnecken.Haus (Samsas Traum). Этому же направлению Untoten верны и по сей день.

### Grabesmond
В 1995 году Рихард Протектор Ледерер основал очередной проект - Grabesmond. Записав демо In schwindendem Licht проект замирает до появления в нём Люси, возродившей его в новом составе. Оба записанных ею диска - Mordenheim и Xenoglossie - являют пример эклектики готических жанров, свойственной более позднему дарквейву. Grabesmond - это сочетание медиевала и авангарда, амбиента и неоклассики, дарквейва и фолка.

### Deathly Pale и Leichenblass
В 1995 году Мартин Рипе основал проект Deathly Pale, ставшим редким полностью англоязычным проектом, стилистически верным Neue Deutsche Todeskunst. Альбомы Black white fascination, Ruined love и The end comes soon показывают, что череда концертов с Leichenwetter, Falk Lenn и In Mitra Medus Inri не прошла для Deathly Pale незаметно: в их звучании есть и готик-рок первых, и дарквейв вторых (преобладает), а также электронность третьих. В 2005 году Мартин Рипе основал немецкоязычный NDT-проект Leichenblass (к слову, перевод Deathly Pale на немецкий) и выпустил альбом Allgemein Mensch. Клоун на обложке напоминает арлекина с обложки Lacrimosa, а в музыкальном плане ничто не может напомнить, что за окном 2005 год: звучание подобно раннему Sopor Aeternus или Relatives Menschsein.

### Das Buch und das Bild
В 1995 году Александр М. Корн основал проект Das Buch und das Bild. На альбомах Welle Sehnsucht и Wurum’s mir bangt? звучит электронный дарквейв, характерный для второй половины 1990-х — не такой радикально-мрачный, как в начале 1990-х и не такой эклектичный, как в 2000-х. В 1998 Александр М. Корн выпустил мини-диск сайд-проекта Projekt Blauland, а в 2003 году он вернулся к проекту 1994 Freideuter. В 2006 году он выпускает альбом Kaltgrau сайд-проекта Adiaphora. Для всех его проектов характерна мрачная лиричность, но не такая смертельная, как, к примеру, у Doktor Finistra.

### Weltenbrand
В 1995 году глава лихтенштейнского лейбла M.O.S. Оливер Фальк основал проект Weltenbrand, ставший одним из самых известных в стиле neoclassical darkwave. На первых двух альбомах Das Rabenland и Das Nachtvolk больше минималистического электронного дарквейва, хотя и имитирующего неоклассику. На альбоме Der Untergang von Trisona с Лив Кристин (Theatre of Tragedy, Leaves’ Eyes) и Александром Круллем (Atrocity) на вокале зазвучало больше живых инструментов. Звучание альбомов In Gottes oder des Teufels Namen и The End Of The Wizard наиболее сложное и разнообразное, хотя при этом последние диски имеют с NDT мало общего.

### Dies Irae
В 1996 году Франк Майнель основал Dies Irae, характеризующийся мрачным неоклассическим звучанием, напоминающим Leichenliebe. Оба альбома — Verse der Erinnerung и Nachauflage — являются красноречивыми примерами использования неоклассических инструментов в мистически-религиозной музыке, выросшей из Neue Deutsche Todeskunst.

### Dargaard
В 1997 известный блэк-метал музыкант Тарен основал неоклассический проект Dargaard, овеянный ритуально-средневековой тематикой. Звучание трилогии Eternity Rites, In Nomine Aeternitatis и The Dissolution Of Eternity имеет холодный, отрешенный характер, неоклассические элементы исполнены электроникой — образец превосходного darkwave. На альбоме Rise and fall аранжировки стали настолько приближенные к классической музыке, что альбом воспринимается скорее как готическая неоклассика, нежели как дарквейв, тем более, что сам Тарен считает дарквейв слишком неопределенным понятием. Для классификации сайд-проекта Тарена Dominion III был изобретен термин Apocalyptic Darkwave.

### Seelenfeuer и Falk Lenn
В 1998 году Фальк Ленн основал проект Seelenfeuer, активно концертирующий и записавший ныне раритетный альбом Blüten und Staub. Дарквейв, обвиненный критиками в полном копировании Goethes Erben. Потом Фальк Ленн основал соло-проект Falk Lenn, выпустивший трилогию Wintergeist, Weinmond, Windherz. Звучание стало полностью электронным, в то время, как динамически музыка не потеряла аналогии с Goethes Erben.

### Sinnflut
В том же 1998 году Мануэль Бартш основал самый классический NDT-проект нового времени — Sinnflut. Тоскливые колокольные перезвоны, печальные звуки фортепиано, все это звучит на альбомых Vergessene Melodien, Wortlosigkeit, Das Vermächtnis, Gefüge и Epik. Эта музыка опоздала на десятилетие, сейчас проект почти не известен, однако он никак не слабее по художественным достоинствам той же ранней Lacrimosa.

### Stolzes Herz
В 1998 году Оливер Шрамм основал проект Stolzes Herz (не путать с синглом группы Lacrimosa). Начиная с Forgotten sons, Stolzes Herz непрерывно развивается как разносторонний готический проект, имея в своем арсенале и симфонические, и гитарные вещи, сочетая все это с типичной готической эстетикой. На альбомах Zurück in mir, Neues Leben, Narren und Engel, Traumzeit появляются и акустические вещи. Общим настроением напоминает Mantus.

### Inferi Amoris
В 1999 Нико Ширвинг основал Inferi Amoris - полуинструментальный дарквейвовый проект. На альбоме Präsagitio звучит романтическая тёмная готика, напоминающая электронный вариант Lacrimosa.

### Doktor Finistra
В 1999 году 20-летний юноша основал проект Doktor Finistra и скрылся за этим псевдонимом сам. Оба альбома — Fluch in die Zukunft и Abbild der Blasphemie — насыщены эстетикой смерти в лучших традициях Sopor Aeternus.

### Asche des Lebens
В 2005 году Фабиан Фишер основал дарквейв-проект Asche des Lebens, сравнимый по плодовитости разве что с Engelsblut. Его музыка сочетает отсылки к старинному дарквейву наподобие Sinnflut и тяжелые гитарные партии наподобие Soul in Sadness. Музыка Фабиана постоянно росла по качеству записи, также чувствуется постепенный крен в сторону электроники. От дарквейва с готик металом на альбомеWir — das verkannte Leiden, Фабиан во время трансформации творчества на дисках Ins Schattenreich, Memoria, Grenzgänger, Pandämonium, Phantasmagorie, приходит к сочетанию дарквейва и EBM на альбоме Equilibrium.

## Neue Deutsche Todeskunst (NDT)

### Das Ich
Также в 1989 году основан проект Das Ich, ставший для дарквейва эпохальным. Альбомы Die Propheten и Satanische Verse заложили основу дарквейв-стиля для групп вроде Relatives Menschsein или Misantrophe. Широкая деятельность композитора Бруно Крамма включала не только сольный проект Kramm, но и работу с большинством дарквейв-коллективов того времени на лейбле Danse Macabre, расположенную в средневековом замке. Там, помимо Das Ich, в разные годы записывалось множество коллективов вроде Printed at Bismarck’s Death, Relatives Menschsein, Sanguis et Cinis, Endraum, Christian Dörge, Soul in Sadness, Schneewittchen, Rozencrantz, Sinnflut.

### Goethes Erben и Erblast
В 1989 году Освальд Хенке основал первый готический театр — Goethes Erben (также Erblast, fetisch:Mensch, участвовал в Artwork). Вдохновляясь творчеством Гёте, он создал трилогию в стиле театрального дарквейва (theatrical darkwave): Das Sterben ist ästhetisch Bunt, Der Traum an die Erinnerung, Tote Augen sehen Leben. В более поздних работах Goethes Erben отошли от мрачного NDT-дарквейва, достигнув апогея театральности на своей берлинской премьере готик-спектакля Kondition:Macht!. Также оставил след дуэт с Петером Хеппнером из Wolfsheim на песне Glasgarten, ставшей классическим сочетанием darkwave и synthpop.

### Lacrimosa
В 1990 году Тило Вольффом был основан самый популярный готический проект всех времен и народов — Lacrimosa. Первоначальный замысел — стихи под шумовое сопровождение — был близок многим NDT-проектам того времени. Однако знаменитость Lacrimos’е принесла другая идея Тило — сочетание нео-классической музыки с эстетикой Neue Deutsche Todeskunst. Первый альбом Angst стал одним из величайших шедевров немецкого дарквейва. Настоящей классикой жанра стала песня Seele in Not, которая может соперничать по популярности разве что с Gottes Tod группы Das Ich. Второй альбом — Einsamkeit — был менее оценен слушателями, в то время, как он создавал каноны для будущего дарквейва с живыми инструментами, что до тех пор не встречалось вообще (такое обилие фортепианных пассажей мы ещё услышим у Angizia или у Diary of Dreams). Третий альбом Satura стал переходным от дарквейва к готик-металу. Можно услышать уже зачатки будущей гитарной бури на альбоме Inferno, однако этот альбом ещё можно отнести к дарквейву без всяких натяжек. К тому же, именно этот альбом зародил будущий стиль Sanguis et Cinis. Начиная с сингла Schakal, Lacrimosa открывает немецкую версию готик-метала, причем на первых порах готика в нём чувствовалась отчетливее, чем у большинства последующих готик-метал групп вплоть до Untoten с трилогией Grabsteinland. В 2004 году с появлением у Тило Вольффа проекта SnakeSkin появилось мнение, что это будет возвращением к истокам, к дарквейву, однако на самом деле слушателей ожидал новомодный релиз в стиле EBM.

### Misantrophe
В 1990 году Даниель Шарф основал свой главный проект Misantrophe, и за исключением использования живых ударных и живого фортепиано является весьма характерным примером NDT. Первый альбом Der Tod zerfrass die Kindlichkeitотличается речитативным вокалом и лирикой, на втором (Der Schädel des Denkers) появляется симфонизм, приближающий Misantrophe к Endraum. Третий, двойной альбом Als das Denken den Menschen erbrach является более экспериментальным, кроме того включает в себя неизданные демозаписи с кассеты Dismail. В 1995 году Даниель Шарф издал альбом соло-проекта Avalist, а Misantrophe возродился в 2007 году, когда был анонсирован выход нового альбома Die Lügnerin.

### Relatives Menschsein
В 1990 году был основан проект Relatives Menschsein, наиболее похожий на Goethes Erben, но лишённый такой яркой театральности. В 1992 вышел первый альбом — Gefallene Engel, ставший самым классическим примером жанра Neue Deutsche Todeskunst в чистом виде: здесь есть все нужные элементы, характерный вокал, музыка, лирика, использование характерных выразительных средств. Отсутствует яркая неоклассичность Misantrophe, театральность Goethes Erben, этереальность Endraum и т. д. Следующий альбом (Die Ewigkeit) также стал классикой жанра, только более зрелой. После продолжительных концертов группа распалась. В 2000 году вышел сборник из двух альбомов и неизданного — Thanatos. С 2001 года стали выходить альбомы нового проекта Йорга Хютнера (также Dreadful Shadows, EverEve, Dorsetshire и Kalte Farben) Skorbut в стиле EBM.

### Explizit Einsam
В 1992 Андреас Й. Оле основал проект Explizit Einsam — классический дарквейв, полностью построенный на электронике, однако далекой от EBM из-за отсутствия танцевальности и от synthpop из-за маниакальной мрачности. В альбомах Prolog, Im Paradies der verlorenen Tränen, Erben des Vergessens, Das Elixier и Kelch der Trauer звучание минималистичное, в то время как в более поздних альбомах Auf Ewig и Reflexion: unendlich звучание становится богаче, однако даже в альбоме 2008 года Reflexion: unendlich чувствуется нехарактерная для современного дарквейва болезненность, стилистически — прямо из начала 1990-х. В 1999 Андреас Й. Оле выпустил альбом Forgotten Paradise своего электронного сайд-проекта Alpha Child, который сравнивают с альбомом Erazor of Life электронного сайд-проекта Untoten под названием Paloma im Blute.

### Sopor Aeternus
В том же 1989 году произошло зарождение самого мрачного darkwave проекта Sopor Aeternus. Самый известный андрогин тёмной сцены Анна-Варни Кантодеа, судя по всему своей личностью оказавшая решающее влияние на Нину Йендри из Yendri, создает самую сложную и совершенную музыку на готическом пространстве всего мира. Таинственная Undead трилогия демо-кассет Blut der schwarzen Rose является классическим гимном одиночества, мрака и оккультной одержимости. С 1989 по 1992 год были записаны все три части: Es reiten die Toten so schnell, Rufus on my lips, Till time and times are done; из которых две последние были утеряны (хотя существуют стихи всех утерянных песен. Классикой мрачной музыки стали альбомы Ich tote mich jedesmal aufs neue, doch bin ich unsterblich und erstehe wieder auf in einer Vision des Untergangs и Todeswunsch — Sous le Soleil de Saturne. На альбоме The Inexperienced Spiral Traveller Анна-Варни интересуется medieval и folk тематикой, оказав этим диском в будущем решающее влияние на проект Westwerk. Вплоть до перезаписанной в 2003 году демо-ленты Es reiten die Toten so schnell, Анна-Варни ни на шаг не отходила от мрачной тематики. На двух последних альбомах мы видим характерную для пост-NDT эклектику жанров, в которой сочетаются прежние мрачные неоклассические пассажи с новомодной электроникой и танцевальными ритмами. Также Анна-Варни участвовала в дарквейвовом проекте (White onyx elephants) и неоклассическом (Nenia с'Alladhan, совместно с Констанцией Фролинг, записанный Тобиасом Ханом из Janus).

### Sanguis et Cinis
В том же 1989 году были основаны Sanguis et Cinis — наряду с Malice Mizer самая разнообразная готик-группа в мире. Существуя до 1994 как соло-проект Эве Эвангеля, с демозаписями Requiem 1791 и Sanguis et Cinis они считались клонами тогдашней Lacrimosa. Ещё большая известность пришла к Sanguis et Cinis после выхода шедеврального дарквейв-альбома Schicksal, на котором встречаются элементы рокового и металического саунда, характерного для них и для Lacrimosa в будущем. Песни были написаны не только Эве Эвангелем, но и участвовавшими в то время в проекте Рихардом Протектором Ледернером (также Summoning, Die verbannten Kinder Eva's и Ice Ages) и Эшли Дэйуром (также Whispers in the shadow, гитарист L'ame Immortelle), хотя для Neue Deutsche Todeskunst характерно усиление творческой роли лидера проекта, что произойдет с Sanguis et Cinis в будущем. Последние отголоски дарквейва мы можем услышать на миньоне Unfreiwillig Abstrakt, после которого группа уходит в сторону death-rock, за всю свою дальнейшую карьеру так и не приблизившись к уровню альбома Schicksal, даже несмотря на сотрудничество с Бруно Краммом из Das Ich на альбоме Amnesia и с Александром Круллем из Atrocity на альбоме Th1rte3n. В 2008 году группа прекратила своё существование, Эве Эвангель основал новый проект Lolita Komplex.

### Christian Dörge и Syria
В 1993 году Освальд Хенке (Goethes Erben, Erblast, fetisch:Mensch), Тило Вольфф (Lacrimosa, SnakeSkin), Эрик Бёртон (Catastrophe Ballet) и Бруно Крамм (Das Ich, Kramm) собрались вместе, чтобы перенести на музыку стихи немецкого поэта Кристиана Дёрге. Так и появился его соло-проект Christian Dörge, ознаменованный выходом на лейбле Тило Вольффа Hall of Sermon записанного на студии Бруно Крамма Danse Macabre дебютника Lycia (не путать с американской готической группой). Половина музыки на альбоме принадлежала Тило Вольффу, вторая половина — Освальду Хенке, из-за чего звучание напоминает оба их основных проекта. В 1995 году Кристиан Дёрге самостоятельно записывает второй диск Antiphon, которому суждено было стать одним из основных вожделенных раритетов немецкой готики (однако не таким, как диск Amada таинственного дарквейвогого проекта Leib und Seele) — редкий диск занимал первые места во всех топах готических дисков, в том числе на тогдашнем РГП. Диск представляет собой таинственные звуковые ландшафты из разных стилей, наполненные прекрасными мелодиями. Также на диске есть перепевка хита с Lycia — песня Mystische Rosenmadonna, написанная Тило Вольффом. После выхода альбома Antiphon, Дёрге основывает проект Syria, создающий и по сей день странную дарквейвовую музыку, напоминающую Анджело Бадаламенти.

### Illuminate
В 1993 году выходит первая демозапись Poesie новой звезды тёмной сцены — Illuminate. Основанный Йоханнесом Бертольдом проект использовал на сцене перфоманс в стиле декаданс, а в музыке — лирический сплав darkwave, ethereal и neoclassical. Трилогия Verfall, Erinnerungen, Erwachen была насыщена поэтической атмосферой и хитовыми мелодиями, а на дебютном диске отметился сам Тило Вольфф (в качестве продюсера песни Love never dies!). С альбомом Letzter Blick zurück, украшенном хитом Nur für dich, Illuminate входят в полосу кризиса, из группы уходит клавишник Маркус Наули, по совместительству основатель проекта Irrlicht. Альбом Ein neuer Tag Йоханнес Бертольд записал вместе с Бруно Краммом из Das Ich, к чему было приурочено совместное распевание песни Gottes Tod на фестивале Wave Gotik Treffen того года. После выхода альбома Kaltes Licht в 2002—2003 годах Бертольд создает сольный неоклассический проект Johannes Berthold c диском Narrenturm, а также два ретроспективных сборника Illuminate под названиями 10x10, в которых впервые близко приближается к готик-металу. Окончательный уход группы в готик-метал состоялся на альбоме Zwei Seelen. Также начиная с 2004 года, Йоханнес Бертольд издал на своем лейбле три альбома дарквейв-проекта Sound for Nights: Bilder, Falsches Feuer, Zwischen Welten.

### Other Day
В 1995 году был основан проект Other Day. На первых релизах Sodium Amnital, Farbentod, Erato Azur — Des Auge Klang чувствовались, что корни этого проекта у Misantrophe, только здесь не используются живые ударные, а вокал ближе к Йоханнесу Бертольду из Illuminate. На последующих альбомах в музыке прибавилось динамичности, что свойственно тенденциям в дарквейве последнего времени. Несмотря на это, Other Day остаются характерными представителями Neue Deutsche Todeskunst в новом тысячелетии.